# Jiangnan

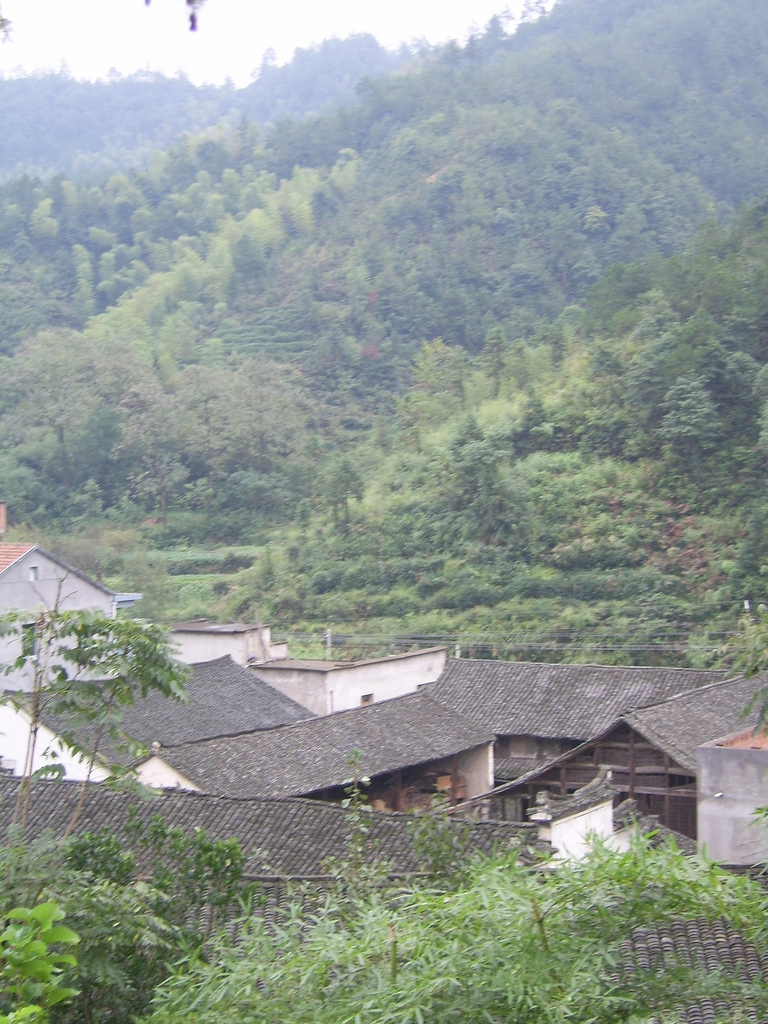
Llogaret en Jiangnan

Jiangnan o Jiang Nan (xinès tradicional: 江南, pinyin: Jiāngnán, Wade-Giles: Chiang nan; a vegades pronunciat Kiang-nan) és una àrea geogràfica de la Xina referint-se a les terres immediatament al sud de les parts baixes del Riu Iang-Tsé, incloent-hi la part del sud del delta del riu Iang-Tsé. La regió és àmpliament de parla Wu.
La paraula Jiangnan està basada en el nom xinès pel Iang-Tsé, Cháng Jiāng, i nán significant "sud". Al segle xix, els angloparlants també l'anomenaven Keang-nan.
La regió abasta el municipi de Xangai, la part del sud de la província Jiangsu, la part del sud de la província d'Anhui, la part del nord de la província de Jiangxi, i la part del nord de la província de Zhejiang. Les ciutats més importants són Xangai, Nanjing, Ningbo, Hangzhou, Suzhou, Wuxi, Changzhou i Shaoxing.
Jiangnan ha estat una regió capdavantera de la Xina com a mínim durant 1000 anys, amb una economia forta i grans recursos humans. Tot i que només suposa el 5% de superfície a la Xina, ha estat històricament responsable d'una quantitat significativa del PIB xinès. La vida intel·lectual de Jiangnan ha estat altament distingida per tota la història xinesa i ha influït globalment molta de la cultura xinesa.
En els darrers 15 anys, les indústries de fabricació, incloent-hi automòbils (General Motors, Volkswagen), d'electrònica i tèxtil, s'han concentrat en aquesta àrea, aprofitant el treball barat i el transport convenient. Les indústries de Jiangnan juguen una funció rellevant dins el comerç d'exportació de la Xina i produeix molt dels béns que els consumidors utilitzen al voltant del món.

## Història de Jiangnan
Les primeres evidències arqueològiques eren de les cultures Majiabang i Hemudu. La cultura posterior de Liangzhu, entre el 2600 i el 2000 aC, va crear complexos i bells artefactes de jade. La seva economia es basava en el cultiu de l'arròs, la pesca i la construcció de cases sobre xanques sobre rius o llacs. Durant la dinastia Zhou, els pobles Wu i Baiyue van habitar la zona amb una gran quantitat d'aqüicultura i cases sobre xanques, però es van convertir cada cop més en sinicides pel contacte amb els estats del nord de la Xina.
Van adoptar el sistema d'escriptura xinès i van crear excel·lents espases de bronze. L'estat de Chu de l'oest (a Hubei) es va expandir a aquesta zona i va derrotar l'estat de Yue. Després que Chu fos conquerit per l'estat de Qin, la Xina es va unificar.
No va ser fins a la caiguda de la dinastia Jin occidental a principis del segle iv que els xinesos del nord es van traslladar a Jiangnan en nombre significatiu. La vall del riu Groc s'estava tornant estèril a causa de les inundacions (manca d'arbres després d'una tala intensiva per crear terres de cultiu) i l'assetjament i la invasió constants dels nòmades Wu Hu.
Tot i que la civilització xinesa es va originar a la plana del nord de la Xina al voltant del riu Groc, el canvi climàtic natural i l'assetjament continu dels enemics nòmades van danyar la productivitat agrícola del nord de la Xina al llarg del I mil·lenni dC. Molta gent es va establir al sud de la Xina, on el clima càlid i humit de la zona de Jiangnan era ideal per l'agricultura i va permetre que sorgissin ciutats molt sofisticades. Ja a la dinastia Han oriental (al voltant del segle ii), les àrees de Jiangnan es van convertir en una de les zones econòmicament més destacades de la Xina. A banda de l'arròs, Jiangnan produïa productes comercials molt rendibles com el te, la seda i la porcellana celadont (de Shangyu). El transport convenient (el Gran Canal al nord, el riu Iang-Tsé a l'oest i ports marítims com Yangzhou) va contribuir molt al comerç local i també al comerç entre l'antiga Xina i altres nacions.

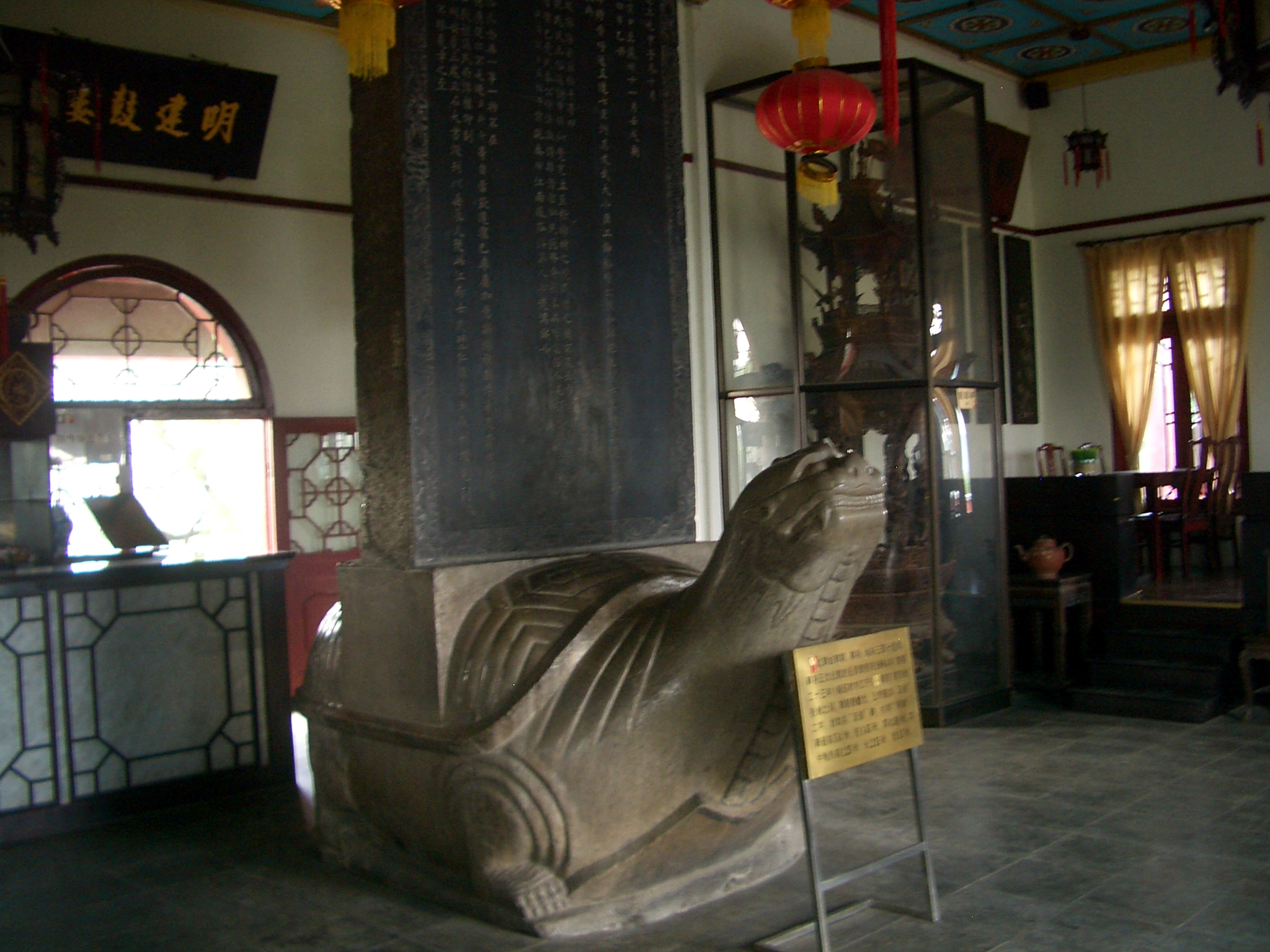
Una tortuga de pedra amb una làpida commemorant la vista de l'Emperador Kangxi a Nanjing en 1684

Diverses dinasties xineses es van basar a Jiangnan. Després de la caiguda de la dinastia Qin, l'estat insurgent de Chu va prendre el control. El seu governant, Xiang Yu, va néixer aquí. Durant el període dels Tres Regnes, Jianye (actual Nanquín) va ser la capital del Wu Oriental. El segle iii, molts xinesos del nord es van traslladar aquí després que grups nòmades controlessin el nord. Al segle x, Wuyue era un petit regne costaner fundat per Qian Liu que va tenir un impacte cultural durador en Jiangnan i la seva gent fins avui. Després que els jurtxets van envair completament el nord de la Xina a les Guerres entre els Jin i els Song de la dècada de 1120, el govern de la dinastia Song exiliat es va retirar cap al sud, establint la nova capital de Song del Sud a Hangzhou el 1127.
Durant els últims anys de la dinastia Yuan, Jiangnan va ser disputada per dos grans estats rebels: la facció Ming de Hongwu, amb seu a Nanquín, i la facció Wu centrada en Suzhou dirigida per Zhang Shicheng. Una rivalitat de deu anys va acabar amb la captura de Suzhou per part de Zhu el 1367; havent reunificat així Jiangnan, Zhu es va proclamar el primer emperador de la dinastia Ming el dia de l'Any Nou xinès (20 de gener) de 1368, i uns pocs mesos més tard va expulsar els mongols també del nord de la Xina. Nanjing va romandre la capital de la dinastia Ming fins a principis del segle xv, quan el tercer governant Ming, l'emperador Yǒnglè, va traslladar la capital a Pequín.
Quan la dinastia Qing es va fer càrrec per primera vegada de la Xina, la noblesa de Jiangnan va oferir resistència negant-se a fer front als impostos.
L'emperador Qianlong de la dinastia Qing va fer moltes visites a Jiangnan (xinès: 乾隆下江南, pinyin: Qiánlóng Xià Jiāngnán), que han estat el tema popular de nombroses òperes i drames televisius xinesos. Abans, l'emperador Kangxi també va visitar la regió. Jiangnan, concretament Shaoxing, va ser en realitat el terme sud de l'anomenada gira d'inspecció del sud de Kangxi.
Durant la rebel·lió de Taiping del segle xix, el règim establert pels rebels de Taiping va ocupar gran part de Jiangnan i finalment va fer de Nanquín la seva capital. La zona va patir molts danys a mesura que la rebel·lió va ser sufocada i el domini imperial Qing es va restaurar.
Després de la caiguda de la dinastia Qing el 1911, i de l'expedició del nord de Chiang Kai-shek, la República de la Xina (ROC), seguint els desitjos de Sun Yat-sen, va fer de Nanjing la capital nacional. Des de finals de la dècada de 1920 fins a la Segona Guerra Mundial, la zona de Jiangnan va ser el focus del desenvolupament econòmic xinès. Bona part de l'elit governant del Guomindang i de l'elit econòmica de la República de Corea provenien de la zona de Jiangnan.

### Identitat geogràfica

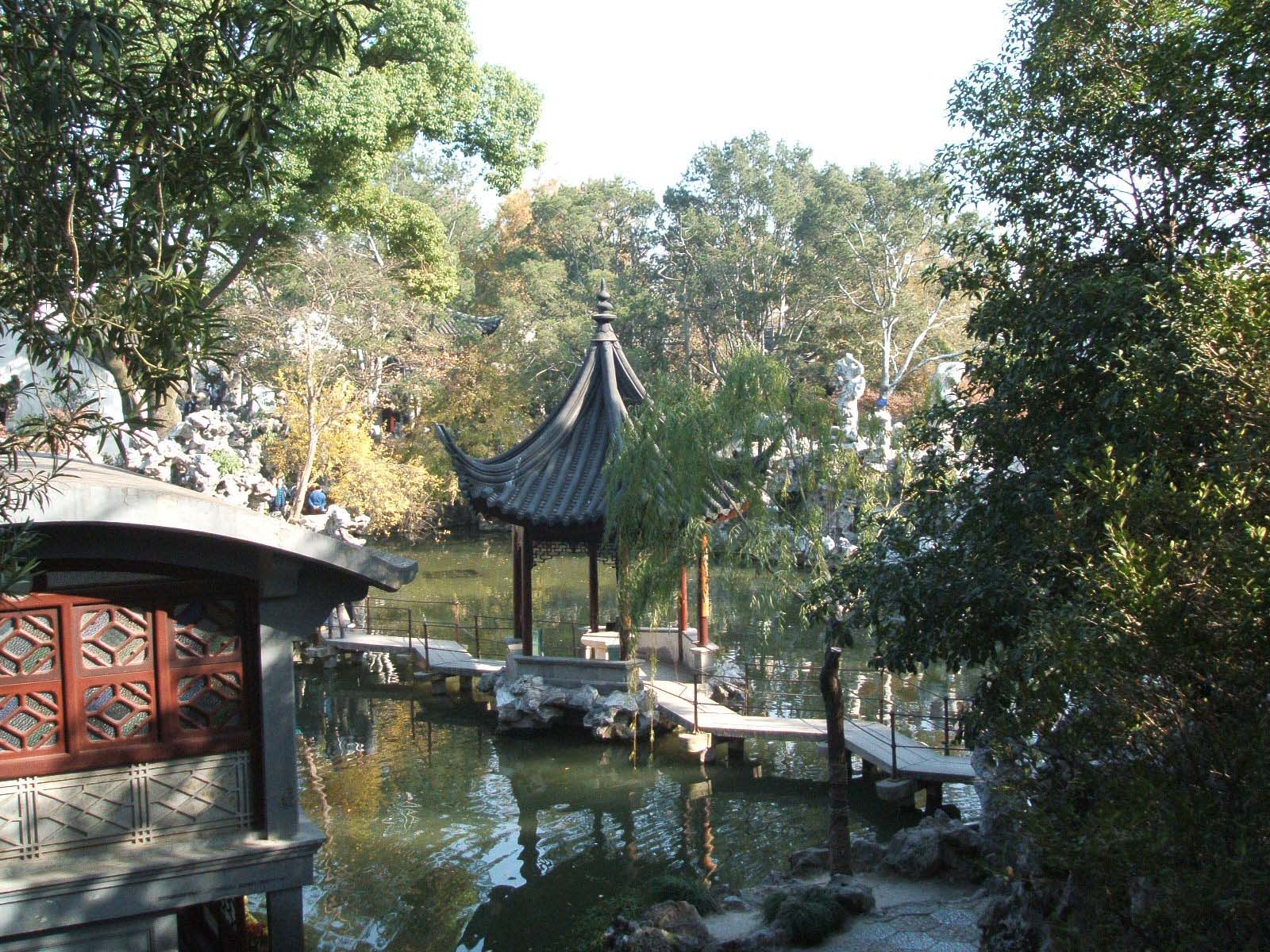
Shizi Lin

El dialecte també s'ha utilitzat com a eina per a la identitat i la política regionals a les regions de Jiangbei i Jiangnan. Mentre que la ciutat de Yangzhou era un centre de comerç pròsper i pròsper, es considerava part de Jiangnan (al sud del riu), que se sabia que era ric, tot i que Yangzhou es trobava al nord del riu Iang-Tsé. Una vegada que la riquesa i la prosperitat de Yangzhou van començar a disminuir, es va considerar que formava part de Jiangbei. Després que Yangzhou fos eliminat de Jiangnan, els seus residents van decidir substituir el mandarí Jianghuai, que era el dialecte de Yangzhou, amb els dialectes Taihu Wu. A Jiangnan mateix, múltiples subdialectes de Wu van lluitar per la posició de dialecte de prestigi.

## Ciutats destacades
- Hangzhou - capital històrica de la dinastia Song.
- Huzhou - ciutat famosa per la seda i el peix a la província de Zhejiang.
- Nanquín - capital històrica de la Xina durant diversos períodes de la història.
- Nantong - una ciutat a nivell de prefectura a la província de Jiangsu.
- Ningbo - una ciutat subprovincial al nord-est de la província de Zhejiang.
- Shanghai - un dels centres financers i econòmics més importants.
- Suzhou - famosa pels seus canals i la seva bella arquitectura, com ara temples i jardins.
- Wenzhou - una ciutat al sud-est de Zhejiang.
- Wuxi - prop de Suzhou, famós per les seves belles vistes del llac Taihu i la seva cultura.